# Luna (remorqueur)
Pour les articles homonymes, voir Luna.
 (décembre 2021).
Le Luna est un remorqueur historique normalement amarré dans le port de Boston dans le Massachusetts. Le navire a été conçu en 1930 par l'architecte naval John G. Alden et construit par M.M. Davis et Bethlehem Steel. En 1985, le Luna a été désigné Boston Landmark (en) par la Boston Landmarks Commission (en).

## Historique
Luna est le dernier remorqueur de port en bois de grande taille encore en vie sur les côtes américaines du golfe et de l'Atlantique et a été le premier remorqueur diesel-électrique au monde construit pour un service commercial. Ces deux distinctions ont conduit à la désignation de Luna comme National Historic Landmark des États-Unis.

### Seconde Guerre mondiale
Luna a été mobilisé pour servir dans l'United States Navy et l'United States Army. Il a été utilisé comme remorqueur à équipage civil et privé et géré dans des chantiers navals, des chantiers de réparation, des terminaux, des jetées et des mouillages de Bath (Maine) au canal du cap Cod. Luna a géré les nombreux navires lancés dans les chantiers, guidé les navires endommagés en cale sèche, pris en charge le remorquage des navires endommagés dans le port à partir de remorqueurs de sauvetage en mer, de navires de guerre désamarrés, de transports et de transports de troupes à destination de la guerre, de barges remorquées chargées de munitions, de provisions et de carburant. Luna était le navire amiral de la Boston Towboat Fleet jusqu'à la fin de la guerre, lorsque les remorqueurs modernes excédentaires construits par la guerre ont été vendus par le gouvernement. General Electric était si fier de Luna que ses publicités marines présentaient Luna jusqu'au début des années 1950, une période qui a duré près de deux décennies. Au cours des années 1930, des années 1940 d'après-guerre et du début des années 1950, Luna a aidé l'USS Constitution dans son redressement annuel.

## Préservation
Aujourd'hui, Luna est préservé dans le port de Boston, où son processus de réhabilitation est en cours depuis que le remorqueur a été sauvé de la démolition en 1995. Luna est sous la responsabilité de la Luna Preservation Society et ses progrès sont enregistrés sur leur site Web. En raison de son service en temps de guerre avec un équipage civil, Luna est également membre de la Naval Historic Vessel Association.
Il a été classé au registre national des lieux historiques le 6 octobre 1983 et nommé National Historic Landmark le 11 avril 1989.